# Oc2
Oc2 – polskie oznaczenie pruskiego parowozu osobowego serii P32.

## Historia
Początkowo parowozy były produkowane dla kolei pruskich w latach 1884–1897, natomiast dla kolei meklemburskich do 1907 r. Pod koniec XIX wieku parowozy te obsługiwały ruch pasażerski na drugorzędnych liniach. Po 1910 r. zaczęły być wycofywane z użytku na rzecz parowozów, które posiadały większą moc. Po I wojnie światowej polskie koleje wzbogaciły się o 17 maszyn tego typu, które zyskały oznaczenie Oc2. Parowozy funkcjonowały na polskich torach w okresie międzywojennym, ale po II wojnie światowej już nie (rejestry PKP nie wykazały maszyn tego typu).

## Dane techniczne
- pojemność skrzyni na wodę – 10,5 m³
- pojemność skrzyni na węgiel – 4,0 t